# Fernando Wong
Luis Fernando Wong Soto, detto Chino (23 ottobre 1952 – Guadalajara, 27 maggio 2016), è stato un cestista e allenatore di pallacanestro messicano.

## Carriera
Da allenatore ha condotto il Messico ai Campionati americani del 1997 e ai Giochi panamericani di Mar del Plata 1995.